# Alfonso Castaldo
Pour les articles homonymes, voir Castaldo.
 (janvier 2020).
Alfonso Castaldo, né le 6 novembre 1890 à Casoria dans la province de Naples, en Campanie et mort le 3 mars 1966 à Naples, est un homme d'Église italien, créé cardinal par le pape Jean XXIII en 1958.

## Biographie

### Jeunesse
Électeur et conseiller du pape, Alfonso Castaldo est le fils d'Aniello Castaldo et de Marianna Crispino, le troisième de cinq enfants. Il est baptisé le 10 novembre 1890 par son oncle paternel.
Il commence l'école élémentaire à Casoria.
Influencé par Mgr Francesco Morano et le père Luigi Mogliano, il est convaincu et décide de poursuivre une carrière ecclésiastique.
Il continue ses cours au séminaire de Cerreto Sannita (petit village situé à 60 km de Naples) jusqu'à l'obtention de la licenza ginnasiale (équivalent du brevet des collèges) puis fait ses études au séminaire de Pouzzoles et ensuite au séminaire de Naples enfin il entre à l'université Théologique de lettre et de philosophie à Naples.

### Prêtre
Ordonné prêtre pour le diocèse de Naples par Mgr Angelo Michele Iannacchino (it) le 8 juin 1913, Alfonso Castaldo sert à Cerreto Sannita avant de rejoindre l'armée italienne comme aumônier pendant la Première Guerre mondiale de 1915 à 1918. De retour, on lui confie l'église de Casoria, sa ville natale jusqu'en 1934.

### Évêque
Le 27 mars 1934, le pape Pie XI le nomme évêque de Pouzzoles (Province de Naples). Il reçoit sa consécration épiscopale le 30 juin cette même année par le cardinal Alessio Acalesi, archevêque de Naples.
Le 14 janvier 1950, le pape Pie XII le nomme archevêque coadjuteur de Naples, avec le titre d'archevêque in partibus de Thessalonique (de) et administrateur apostolique de Pouzzoles. 
Il devient archevêque de Naples le 7 février 1958.

### Cardinal
Lors du consistoire du 15 décembre de la même année, le pape Jean XXIII le crée cardinal avec le titre de cardinal-prêtre de  Saint Calixte (San Callisto).
Il rejoint en 1962 le Concile du Vatican désigné depuis lors sous le nom de Vatican II.
En 1963, il participe avec les 79 autres cardinaux présents lors du conclave, à l'élection du nouveau pape. C'est Paul VI qui est élu le 21 juin 1963 à l'âge de 65 ans, au sixième tour de scrutin.
Le cardinal Alfonso Castaldo est respecté et aimé par les Napolitains, pour son implication sociale, charitable et éducationnelle. Dans sa ville natale, une rue porte son nom Via Cardinale Alfonso Castaldo.
Il meurt le 3 mars 1966 à Naples dans sa résidence Palazzo Filomarino via Benedetto Croce.
Ses funérailles sont célébrés dans la cathédrale de Naples, par le cardinal Francesco Morano. Il repose dans la petite chapelle de la crypte de San Gennaro, le Saint Patron de Naples.

## Succession apostolique
Alfonso Castaldo a ordonné les évêques suivants :
- Évêque Salvatore Sorrentino (it) (1960)